# مستشفى الشاريتي
مستشفى الشاريتي (بالفرنسية: Hôpital de la Charité، أوبيتال دي شاريتي)‏ كان مستشفا بباريس.
تأسس الأوبيتال دي شاريتي (مستشفى الشاريتي) في القرن 17 في باريس، من طرف الاخوة الرحماء من سانت يوحانا الإلاهي. وصلت 1606 ماريا دي ميديشي إلى فرنسا، سنة 1613 تم البدء بالبناء، حيث قام المطران في يوليو 1621 بمباركة المبنى لافتتاح العمل به. سنة 1732 تم إحداث بوابة جديدة من قبل روبرت دو كوت أثناء الترميم. منذ 1850 حتى بداية القرن 19، أُقيمت في البناية الأكاديمية الوطنية للطب. حوالي 1935 تم تدمير البناية لإفساح المجال لكلية الطب الجديدة.